# 20-о основно училище „Тодор Минков“
Вижте пояснителната страница за други значения на Тодор Минков.
Двадесето основно училище „Тодор Минков“ се намира в район „Триадица“, в центъра на София.
Разполага с двуетажна учебна сграда с централно отопление, с просторни класни стаи и кабинети, компютърен и методичен кабинет, библиотека с художествена и научна литература, бюфет, стол, физкултурен салон, голям двор с игрища, малък двор с градина.
Основано е през 1906 г. Създадено е в изпълнение на дарителската воля на бележития български възрожденец Тодор Николаевич Минков (1833 – 1906), чието име носи днес. Видният възрожденец, учил в престижни европейски университети, осъзнава силата и значението на образованието, науката и владеенето на чужди езици. Минков далновидно е прозрял, че „само с образование и просвета един малък и изстрадал народ може да се равнява с другите европейски народи“. В изпълнение на изричната му дарителска воля в училището, което по-късно приема неговото име, се изучават европейските езици немски и френски.
Сградата, където и днес се помещава училището, е построена през 1911-1912 г. по проект на архитектурното бюро "Фингов - Ничев - Юруков", но не всичко от оригиналната постройка е устояло на времето.
През годините е носило различни имена:
- 1906 – 1909 г.: Столично начално училище „Тодор Минков“;
- 1909 – 1914 г.: Първа софийска девическа прогимназия „Тодор Минков“;
- 1914 – 1919 г.: Първа софийска девическа прогимназия „Сава Филаретов“;
- 1919 – 1950 г.: Осма софийска смесена прогимназия „Тодор Минков“;
- 1950 – 1962 г.: 20 СОУ „Йосиф Сталин“;
- 1962 – 1994 г.: 20 ОУ „Тодор Минков“;
- 1994 – : 20 ОУ „Тодор Минков“ с ранно чуждоезиково обучение по френски и немски език;

## Галерия
- Фасада
- Педагогически колектив
- Двор
- Главен вход

1. ↑  РИМ София,150 години от рождението на Г. Фингов
2. ↑  София преди и сега (на сайта Стара София)